# Volo Garuda Indonesia 206
Il volo Garuda Indonesia 206 era un volo della Garuda Indonesia che fu dirottato il 28 marzo 1981 dal Komando Jihad in Indonesia. L'aereo era un McDonnell Douglas DC-9, registrato come PK-GNJ, dirottato mentre effettuava un volo interno e costretto ad atterrare all'Aeroporto Internazionale di Bangkok-Don Mueang di Bangkok in Thailandia. I dirottatori chiesero il rilascio dei loro compagni dalle carceri indonesiane e presentarono altre richieste. Tre giorni dopo l'aereo fu preso d'assalto dalle forze speciali indonesiane. Nella sparatoria che ne seguì il pilota, uno degli agenti Kopassus e tre dirottatori furono uccisi, mentre tutti i passeggeri sono stati salvati.

## L'incidente
Il McDonnell Douglas DC-9, denominato "Woyla", doveva decollare dall'Aeroporto di Palembang di Palembang, nella Sumatra Meridionale, il 28 marzo 1981. Il pilota era il capitano Herman Rante. L'aereo partì dall'aeroporto di Kemayoran a Giacarta alle 08:00 e doveva dirigersi all'Aeroporto Internazionale di Polonia di Medan, nella Sumatra Settentrionale, alle 10:55. Dopo il decollo cinque uomini armati di revolver si alzarono dai loro posti. Alcuni puntarono le pistole contro il pilota, mentre gli altri pattugliarono il corridoio, tenendo d'occhio i passeggeri. Ordinarono al pilota di volare a Colombo, nello Sri Lanka, ma l'aereo non aveva abbastanza carburante, quindi fecero rifornimento all'aeroporto internazionale di Penang a Bayan Lepas, in Malaysia. Durante il rifornimento i dirottatori rimossero dall'aereo un'anziana signora di nome Hulda Panjaitan perché non smetteva di piangere. Successivamente il DC-9 decollò per poi atterrare all'aeroporto Don Mueang di Bangkok. Una volta lì, i dirottatori elencarono le loro richieste. La richiesta principale era il rilascio di 80 persone recentemente incarcerate in Indonesia in seguito all'"Evento Cicendo" di due settimane prima, dove gli islamisti attaccatrono una stazione di polizia nel sottodistretto Cicendo di Bandung. I criminali chiesero anche 1,5 milioni di dollari, che Adam Malik fosse sospeso dalla carica di vicepresidente dell'Indonesia e che ogni israeliano venisse espulso dall'Indonesia. Addirittura specificarono il rilascio di uno dei loro compagni in un luogo segreto. I dirottatori dissero alla polizia thailandese di consegnare le loro richieste al governo indonesiano e minacciarono di far saltare in aria l'aereo con tutti i passeggeri e l'equipaggio a bordo se le loro richieste non fossero state soddisfatte.
Il vice comandante delle Forze Armate, l'ammiraglio Sudomo, ordinò immediatamente alle forze speciali indonesiane, i Kopassus, di condurre una missione per salvare gli ostaggi. I commando presero in prestito un DC-9 della Garuda Indonesia simile all'aereo dirottato per tre giorni per provare un assalto. La squadra era armata con nuove armi, inclusi gli MP5 della Heckler & Koch. Partirono per la Thailandia usando un McDonnell Douglas DC-10 sempre della Garuda. Lunedì 31 marzo 1981 la squadra era pronta, ma il governo thailandese non diede il permesso alle forze indonesiane di prendere in consegna l'aereo in quanto era sul territorio thailandese. In preda alla disperazione, il capo dell'intelligence strategica indonesiana Benny Moerdani prese contatto con un amico alla filiale della CIA a Bangkok per convincere il governo thailandese a dare il permesso.
Il governo thailandese finalmente diede il permesso al raid con l'assistenza del Royal Thai Air Force Security Force Regiment (SFR). Martedì 31 marzo la squadra diede inizio all'operazione di salvataggio degli ostaggi, dividendosi in tre gruppi: Squadra Rossa, Squadra Blu e Squadra Verde. Le squadre Rossa e Blu dovevano posizionarsi nella parte posteriore dell'aereo, mentre la Verde doveva entrare dalla porta sul retro dell'aereo. I membri del SFR si posizionarono sull'asfalto nel caso in cui i dirottatori cercassero di scappare. Quando la squadra di Kopassus salì sull'aereo, i dirottatori rimasero sorpresi e spararono ai soldati, ma tre dei dirottatori morirono quando i loro avversari risposero al fuoco. Uno dei commando rimase ucciso, probabilmente dai suoi compagni, così come il pilota. Gli ostaggi furono rilasciati illesi. Due dei dirottatori si arresero ai commando thailandesi, ma vennero uccisi dai commando del Kopassus sull'aereo che li riportava a Giacarta.

## Conseguenze
Achmad Kirang, il membro del team Kopassus ferito all'addome, morì il giorno successivo il 1º aprile 1981 all'ospedale Bhumibol Adulyadej di Bangkok. Il capitano Herman Rante, il pilota dell'aereo colpito nel fuoco incrociato, morì anche lui pochi giorni dopo a Bangkok. I resti di Kirang e Rante furono trasportati da Bangkok a Giacarta, dove furono poi entrambi sepolti nel cimitero degli eroi di Kalibata.
L'intera squadra di Kopassus, compreso il tenente colonnello Sintong Panjaitan, ricevette il Bintang Sakti dal governo indonesiano e una promozione. Anche Achmad Kirang fu doppiamente promosso, postumo.